# Chettia
Chettia (în arabă الشطية) este o comună din provincia Chlef, Algeria.
Populația comunei este de 71.408 locuitori (2008).